# Floridablanca
Floridablanca är en kommun och stad i Colombia.   Den ligger i departementet Santander, i den norra delen av landet, 290 km norr om huvudstaden Bogotá. Antalet invånare i kommunen är 254 683. Arean är 101 kvadratkilometer.
Kommuen ingår i Bucaramangas storstadsområde och centralorten hade 248 461 invånare år 2008.